# Poecilomigas basilleupi
Poecilomigas basilleupi is een spinnensoort in de taxonomische indeling van de Migidae.
Het dier behoort tot het geslacht Poecilomigas. De wetenschappelijke naam van de soort werd voor het eerst geldig gepubliceerd in 1962 door P. L. G. Benoit.